# Manduca smythi
Manduca smythi är en fjärilsart som beskrevs av Clark 1917. Manduca smythi ingår i släktet Manduca och familjen svärmare. Inga underarter finns listade i Catalogue of Life.